# رومان دي سان جوزيه
رومان دي سان جوزيه (بالإسبانية: Román de San José)‏ هو كاتب وعسكري وموسيقي إسباني، ولد في 9 أغسطس 1877 في بلاسينثيا في إسبانيا، وتوفي في عقد 1940.